# 45.ª División (Ejército Popular de la República)
La 45.ª División —a veces llamada 45.ª División Internacional— fue una división que luchó durante la Guerra Civil Española en defensa de la legalidad de la Segunda República Española. Esta unidad, creada a mediados de 1937, se constituyó con el objetivo de integrar a varias Brigadas Internacionales bajo un mando centralizado. Participó en algunas de las principales batallas de la guerra, como la de Brunete, Zaragoza o la del Ebro.

## Historial
Fue creada originalmente como una unidad de circunstancias en la que agrupar el conjunto de Brigadas Internacionales que iban a llevar a cabo la planificada Ofensiva de Huesca, aunque antes de empezar la misma el jefe de la agrupación de unidades, General «Lukács», murió por el impacto de un proyectil de artillería y fue sustituido por Emilio Kléber, el primer jefe de facto de la división. Después del fracaso de Huesca, en junio, un mes después marchó la nueva unidad al frente de Madrid para participar en la ofensiva de Brunete bajo el mando de Kléber. Aunque tuvo buenos comienzos, la división no terminó de cumplir los objetivos y al final tuvo importantes pérdidas.
En el mes de agosto marchó nuevamente al frente de Aragón para participar en la ofensiva de Zaragoza en la llamada Agrupación «B» junto a un grupo de artillería y un batallón de ingenieros. En un frente de escasa actividad, las tropas de Kléber avanzaron sin mucho problema hasta llegar a 6 kilómetros de la capital aragonesa, pero allí quedaron detenidas e indefensas ante el acoso de la artillería y la aviación de los sublevados. La deficiente actuación de la unidad motivó que Kléber fuera sustituido por el efectivo Hans Kahle, además de la llegada de un nuevo Comisario político, Wladislaw Stopzyk, así como nuevos refuerzos.
Después de una corta estancia en el frente de Extremadura (febrero de 1938) donde destacó en algunos ataques exitosos, marchó apresuradamente al Frente de Aragón, una vez más, para intentar taponar la Ofensiva franquista en esta zona, uniéndose al resto de unidades republicanas en la retirada. En abril, después de quedar aislada en Cataluña, se integró en el V Cuerpo de Ejército del teniente coronel Enrique Líster. Durante los siguientes meses estuvo rearmándose y recibió el refuerzo de la 139.ª Brigada Mixta para poder participar en la ofensiva del Ebro, aunque se desprendió de la 129.ª Brigada Internacional que había quedado separada de la unidad al sur del Ebro. Durante varios meses sostendría duros combates contra las tropas sublevadas, sufriendo un elevado número de bajas. La XIV Brigada Internacional, integrada en la división, sufrió enormes bajas durante el fallido intento de cruzar el Ebro por la zona de Amposta. Tras la retirada de las Brigadas Internacionales, la división se reorganizó solo con mandos y reclutas españoles, participando en los primeros compases de la Campaña de Cataluña antes de retirarse por la Frontera francesa en febrero de 1939. 
Su último comandante fue el jefe comunista Francisco Romero Marín, militar ya veterano en la contienda.

## Mandos

### Comandantes
- General Emilio Kléber (desde junio de 1937);
- Teniente coronel de milicias Hans Kahle (desde octubre de 1937);[4]
- Mayor de milicias Luis Rivas Amat (desde el 23 de septiembre de 1938);
- Mayor de milicias Ramón Soliva Vidal[8] (desde el 7 de noviembre de 1938);
- Teniente coronel de milicias Francisco Romero Marín (desde el 17 de enero de 1939);[4]

### Jefes de Estado Mayor
- François Bernard (20 de noviembre de 1937 - 12 de marzo de 1938)
- Miguel Ángel San Cruz (desde mayo de 1938).

### Comisarios
- Augusto Vidal Roget;[9]
- Wladislaw Stopzyk[10] (desde el 1 de septiembre de 1937);[4]
- François Vittori[10] (desde el 7 de marzo de 1938);
- José Sevil Sevil,[11] miembro del PCE (desde septiembre de 1938);

## Orden de batalla
| Fecha               | Cuerpo de ejército adscrito | Frente de batalla | Brigadas mixtas integradas |
| Junio de 1937       | -                           | Huesca            | XII y 150.ª                |
| 9 de julio de 1937  | XVIII Cuerpo de Ejército    | Brunete           | XII y 150.ª                |
| Diciembre de 1937   | XXI Cuerpo de Ejército      | Aragón            | XII y XIII                 |
| Marzo de 1938       | XXI Cuerpo de Ejército      | Aragón            | XII, XIV y 129.ª           |
| 30 de abril de 1938 | V Cuerpo de Ejército        | Ebro              | XII, XIV y 139.ª           |